# Graditz

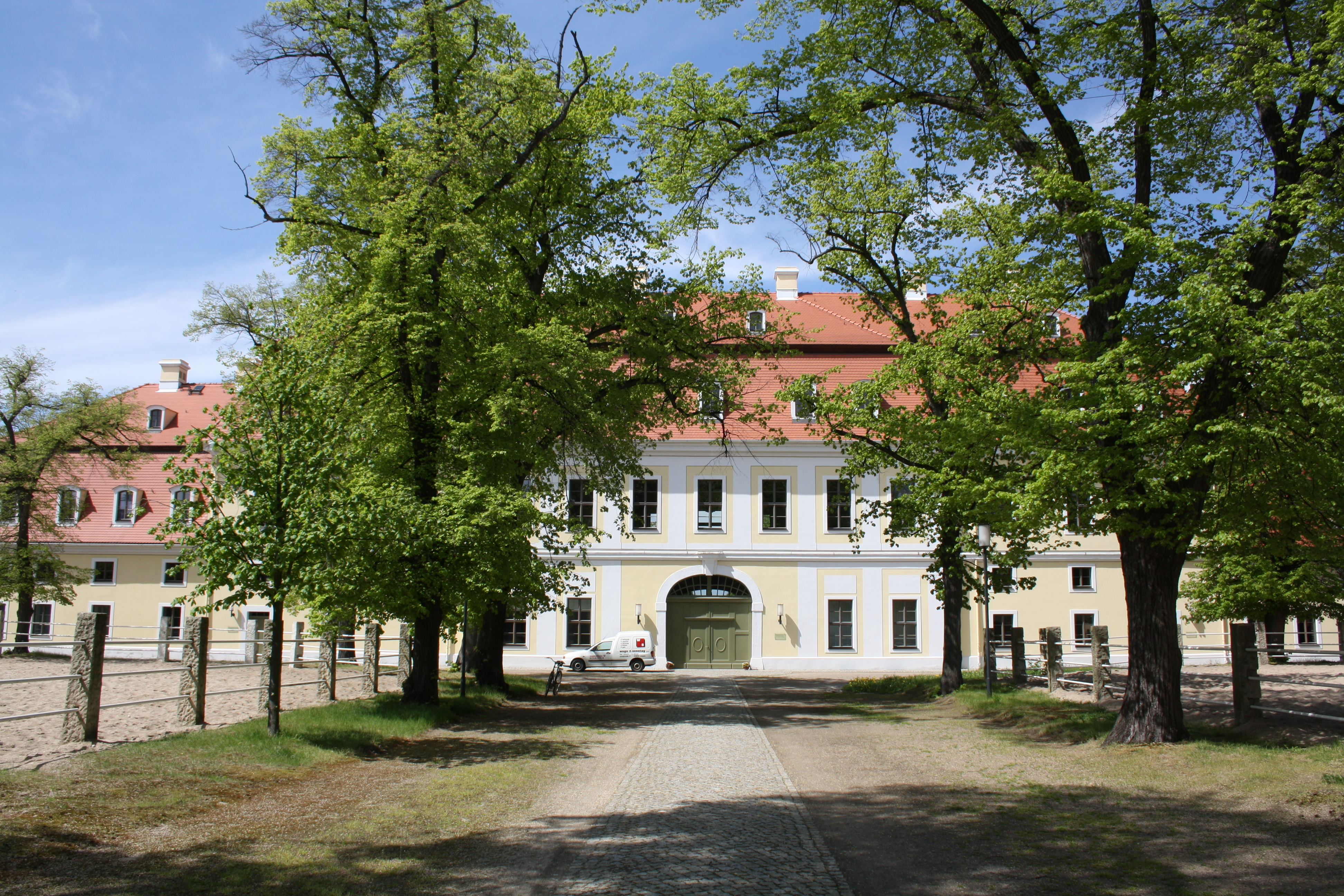
Stuteriet i Graditz.

Graditz är en by i Landkreis Nordsachsen, Sachsen, sedan 1994 en administrativ stadsdel i staden Torgau. Graditz är känt för sitt stuteri, tidigare ett statsstuteri för uppfödning av fullblodshästar. Stuterimärket är två korslagda pilar med spetsarna nedåt.